# Demilitarizace
Demilitarizace je proces redukce ozbrojených sil. Součástí procesu demilitarizace je odzbrojení, rozpuštění a demobilizace vojenských jednotek na mírový stav.

## Příklady požadavků demilitarizace
- Demilitarizace Německa po první světové válce  byla vyžadována podle Versailleské smlouvy z roku 1919. Týkala se mezi jiným Porýní. Tento závazek porušilo hitlerovské Německo 7. března 1936 tzv. remilitarizací Porýní, kdy jeho vojska do oblasti vstoupila.[1]
- Demilitarizace Německa byla jedním z hlavních cílů, které stanovila Postupimská dohoda pro období po 2. světové válce.[2] Tato myšlenka se stala bezpředmětnou poté, co se Německá spolková republika stala 5. května 1955 řádným členem NATO a 14. května 1955 vznikla Varšavská smlouva, jejímž zakládajícím signatářem byla též Německá demokratická republika.[3]
- S požadavkem na demilitarizaci Ukrajiny vystoupil v roce 2022 ruský prezident Putin těsně před ruskou invazí do tohoto státu.[4]

Demilitarizovaná pásma současnosti tvoří Alandy, Antarktida, demilitarizované pásmo mezi Severní a Jižní Koreou, Sinajský poloostrov, Zelená linie na Kypru.
Řada menších států nemá vlastní ozbrojené síly, v Evropě je to Andorra, Lichtenštejnsko a Vatikán.